# Avalon (skivbolag)
Avalon är ett japanskt skivbolag och en underetikett till Marquee Inc.. Bolaget grundades 1997 och har sitt säte i Tokyo.

## Historik
En av Avalons första artister var den amerikanska rocksångerskan Lana Lane. Hon hade en låt som hette "Avalon" som fick ge namn åt bolaget. Därtill ville man alludera på den mytomspunna ön Avalon från Arturlegenderna.

## Musik
Avalon samarbetar huvudsakligen med band och artister inom metalgenrerna. Man har genom åren givit ut och distribuerat musik av artister såsom Cradle of Filth, Manowar, Def Leppard, Children of Bodom, Megadeth, Meshuggah, Nightwish, Rhapsody of Fire, Sepultura, Sonata Arctica och The Black Dahlia Murder.